# Tratado sobre a Tolerância
O Tratado sobre a tolerância é uma obra que François Marie Arouet, dit Voltaire escreveu no Castelo de Ferney-Voltaire  e publicou em 1763 depois da morte de Jean Calas, injustamente acusado e executado a 10 de Março de 1762 pela morte do seu filho, que se havia convertido ao catolicismo.
Nessa obra Voltaire convida à tolerância entre os religiosos, atacando diretamente o fatalismo religioso  - e mais particularmente o dos jesuítas onde havia estudado quando jovem - e onde apresenta um requisitório contra as superstições ligadas aos religiosos.
Jean Calas pertencia a uma família protestante huguenote, com excepção da empregada, católica, e do seu filho, uma vez convertido. Depois do suicídio do seu filho, Jean Calas foi acusado de homicídio voluntário. A família é presa, e o pai, a pedido da população e segundo ordem de oito juízes, é condenado à pena de morte mesmo na ausência de provas. De notar o contexto histórico durante o qual se realiza o processo então profundamente marcado pela guerra das religiões francesas dos séculos anteriores.
Depois da execução de Jean Calas, que sempre gritou a sua inocência, o processo é aberto de novo em Paris e a família Calas reabilitada.